# Миски
Миски (рус. Мыски) град је у Русији у Кемеровској области.

## Географија
Површина града износи 108,7 km².

## Становништво
| 1959.  | 1970.  | 1979.  | 1989.  | 2002.  | 2010.  |
| ------ | ------ | ------ | ------ | ------ | ------ |
| 32.173 | 36.186 | 40.560 | 45.964 | 44.435 | 43.038 |